# ISO 10004
La norma ISO 10004 "Quality management -- Customer satisfaction -- Guidelines for monitoring and measuring, " in italiano "Gestione per la qualità - Soddisfazione del cliente - Linee guida per il monitoraggio e la misurazione", è una norma internazionale che fornisce una guida per definire ed attuare processi di monitoraggio e misurazione della soddisfazione del cliente.
È destinata ad essere utilizzata dalle organizzazioni indipendentemente da tipo, dimensione o prodotto fornito, ed è rivolta ai clienti esterni all’organizzazione stessa.

## Storia
La ISO 10004 è stata sviluppata dall'ISO/TC 176/SC3 Supporting technologies, ed è stata pubblicata per la prima volta nel settembre 2012. in Italia è stata recepita ad aprile 2013 come UNI ISO 10004.
L'ISO/TC 176/SC3 è stato costituito nell'anno 1989.

## Principali requisiti della norma
La ISO 10004 adotta uno schema in 8 capitoli nella seguente suddivisione:
- 1 Scopo
- 2 Norme di riferimento
- 3 Termini e definizioni
- 4 Principi guida
- 5 Quadro per il monitoraggio e la misurazione della soddisfazione del cliente
- 6 Pianificazione
- 7 Operazioni
- 8 Mantenimento e miglioramento